# Astragalus limariensis
Astragalus limariensis là một loài thực vật có hoa trong họ Đậu. Loài này được O.Muniz miêu tả khoa học đầu tiên.